# Funk on Ah Roll
"Funk on Ah Roll" é uma canção escrita por James Brown e Derrick Monk e gravada por James Brown com participação de Derrick Monk. Aparece em três versões diferentes em seu álbum de 1998 I'm Back, dois dos quais são remixes. Outros remixes da canção, incluindo um de Grant Nelson como Bump & Flex, foram incluídas no 12" e no CD single no Reino Unido em 1999, o que fez com que a canção alcançasse o número 40 da parada UK Singles Chart. Não entrou nas paradas musicais americanas. A revista Rolling Stone fez uma crítica positiva.